# Episodi di General Electric Theater (quarta stagione)
La quarta stagione della serie televisiva General Electric Theater è andata in onda negli Stati Uniti dal 2 ottobre 1955 al 1º luglio 1956 sulla CBS.
| nº | Titolo originale                   | Prima TV USA     |
| -- | ---------------------------------- | ---------------- |
| 1  | Tryout                             | 2 ottobre 1955   |
| 2  | The Bounty Court Martial           | 9 ottobre 1955   |
| 3  | Lash of Fear                       | 16 ottobre 1955  |
| 4  | Outpost at Home                    | 23 ottobre 1955  |
| 5  | Shadow on the Heart                | 30 ottobre 1955  |
| 6  | Winner by Decision                 | 6 novembre 1955  |
| 7  | Farewell to Kennedy                | 13 novembre 1955 |
| 8  | Prosper's Old Mother               | 20 novembre 1955 |
| 9  | From the Top                       | 27 novembre 1955 |
| 10 | Feathertop                         | 4 dicembre 1955  |
| 11 | The Seeds of Hate                  | 11 dicembre 1955 |
| 12 | Let It Rain                        | 18 dicembre 1955 |
| 13 | A Child is Born                    | 25 dicembre 1955 |
| 14 | Portrait of a Ballerina            | 1º gennaio 1956  |
| 15 | Esteban's Legacy                   | 8 gennaio 1956   |
| 16 | The Ballad of Mender McClure       | 15 gennaio 1956  |
| 17 | The Muse and Mr. Parkinson         | 22 gennaio 1956  |
| 18 | Summer Promise                     | 29 gennaio 1956  |
| 19 | The Song Caruso Sang               | 5 febbraio 1956  |
| 20 | Prologue to Glory                  | 13 febbraio 1956 |
| 21 | The Honest Man                     | 19 febbraio 1956 |
| 22 | Try to Remember                    | 26 febbraio 1956 |
| 23 | A Letter from the Queen            | 4 marzo 1956     |
| 24 | Steinmetz                          | 11 marzo 1956    |
| 25 | The Night Goes On                  | 18 marzo 1956    |
| 26 | Reflected Glory                    | 25 marzo 1956    |
| 27 | The Easter Gift                    | 8 aprile 1956    |
| 28 | Judy Garland Musical Special       | 8 aprile 1956    |
| 29 | That's the Man!                    | 15 aprile 1956   |
| 30 | The Lord's Dollar                  | 22 aprile 1956   |
| 31 | H.M.S. Marlborough Will Enter Port | 29 aprile 1956   |
| 32 | The Shunning                       | 6 maggio 1956    |
| 33 | The Hat with the Roses             | 20 maggio 1956   |
| 34 | The Golden Key                     | 27 maggio 1956   |
| 35 | O'Hoolihan and the Leprechaun      | 3 giugno 1956    |
| 36 | Exits and Entrances                | 10 giugno 1956   |
| 37 | Alien Angel                        | 17 giugno 1956   |
| 38 | Emergency Call                     | 24 giugno 1956   |
| 39 | A Man with a Vengeance             | 1º luglio 1956   |

## Tryout
- Diretto da:
- Scritto da:

### Trama
- Guest star: Ann Harding, Gene Nelson

## The Bounty Court Martial
- Diretto da:
- Scritto da: Elihu Winer

### Trama
- Guest star: Ronald Reagan (James Morrison), Raymond Massey (Lord Hook), Francis L. Sullivan (William Bligh)

## Lash of Fear
- Diretto da:
- Scritto da: James Warner Bellah

### Trama
- Guest star: Keenan Wynn (Dandy), John Payne (Jingles), Nancy Gates (Lucy Gallatin)

## Outpost at Home
- Diretto da:
- Scritto da:

### Trama
- Guest star: Ralph Bellamy, Billy Chapin

## Shadow on the Heart
- Diretto da:
- Scritto da:

### Trama
- Guest star: Kathryn Grayson (Julie Denton), John Ericson (Red), Chick Chandler (Carson), Hal Baylor (Brady), Joseph Corey (Tuttle), Ruth Lee (Bonnie)

## Winner by Decision
- Diretto da: William Attaway
- Scritto da: Budd Schulberg (soggetto)

### Trama
- Guest star: Harry Belafonte, Ethel Waters (Mother)

## Farewell to Kennedy
- Diretto da: Frank Tuttle
- Scritto da: Harold Swanton; William Fay (soggetto)

### Trama
- Guest star: Alan Ladd (Joe), Kathleen Crowley (Mary), Robert Armstrong (Kennedy), Martin Dean (Fielder), Frank Faylen (Farber), Syl Lamont (Freddie), Robert Osterloh (Solly), George J. Lewis (Needham), Isabel Randolph (Ma), Lee Erickson (Boy), Danny Richards, Jr. (Marty)

## Prosper's Old Mother
- Diretto da: Sidney Lanfield
- Scritto da: Bret Harte (soggetto)

### Trama
- Guest star: Ronald Reagan (Prosper), Ethel Barrymore (Mother), Charles Bronson (Pike), Edgar Buchanan (colonnello Starbottle), Dabbs Greer (Tom), Joyce Holden (Janet), Norman Leavitt (Slim), John Doucette (barista), Charles Halton (Welfare Man)

## From the Top
- Diretto da: Don Medford
- Scritto da: D. J. Powers

### Trama
- Guest star: Jack Carter (Heck), Lisa Kirk (Jackie Hilton), Buddy Rich (George), Walter Woolf King (dottor Hallem)

## Feathertop
- Scritto da: Maurice Valency
- Scritto da: Nathaniel Hawthorne (soggetto)

### Trama
- Guest star: Natalie Wood, John Carlyle, Carleton Carpenter

## The Seeds of Hate
- Diretto da: Sidney Lanfield
- Scritto da: Gerald Drayson Adams; Marvin De Vries (soggetto)

### Trama
- Guest star: Nancy Kulp (Mrs. Lamb), Charlton Heston (Tim), Steve Cochran (Drogo), Robert Bice (Clem), Diana Douglas (Nora), Frank Lackteen (Tom Tom), Jim Karath (Pete), Christian Pasques (Lonny)

## Let It Rain
- Diretto da: Ralph Nelson
- Scritto da:

### Trama
- Guest star: Ronald Reagan (Loren McCall), Cloris Leachman (Leah Beth), Lillian Bronson, Burt Mustin

## A Child is Born
- Diretto da: Don Medford
- Scritto da: Stephen Vincent Benet (soggetto)

### Trama
- Guest star: Robert Middleton (locandiere), Nadine Conner (locandiere's Wife), Theodore Lippman (Dismas)

## Portrait of a Ballerina
- Prima televisiva: 1º gennaio 1956

### Trama
- Guest star: Joyce Vanderveen (Helene), Lili Darvas (Madame Brideau), Steven Geray (Brideau), Marc Wilder (danzatrice)

## Esteban's Legacy
- Diretto da:
- Scritto da: Theodore Apstein; Norman Katkov (soggetto)

### Trama
- Guest star: Ricardo Montalbán (Esteban Espinosa), Movita (Tula), Edward Colmans (Montoya), Eugene Iglesias (Teacher), Lou Krugman (Chavez), Sid Cassel (presidente), Rosa Turich (Anna), David Colmans (Orlando Espinosa)

## The Ballad of Mender McClure
- Diretto da:
- Scritto da:

### Trama
- Guest star: Thomas Mitchell, Vincent Price

## The Muse and Mr. Parkinson
- Diretto da:
- Scritto da: James B. Gidney

### Trama
- Guest star: Edward Everett Horton (Parkinson), Barbara Jo Allen (Mrs. Parkinson)

## Summer Promise
- Diretto da: Robert Stevenson
- Scritto da: Larry Marcus, Collier Young

### Trama
- Guest star: Joan Fontaine (contessa Irene Forelli), Scott Marlowe (Jim Goodwin), Philip Ober (Goodwin), Betsy Palmer (Ann Davis), Lisa Golm (Maid)

## The Song Caruso Sang
- Diretto da:
- Scritto da: Shirley Peterson

### Trama
- Guest star: Anna Maria Alberghetti

## Prologue to Glory
- Diretto da:
- Scritto da: E. P. Conkle

### Trama
- Guest star: John Ireland (Abraham Lincoln), Joanne Woodward (Ann Rutledge), Marjorie Rambeau (Granny Rutledge), Lillian Bronson (Mrs. Rutledge), Herb Ellis (tenente Roberts)

## The Honest Man
- Diretto da: Frank Tashlin
- Scritto da: Frank Tashlin

### Trama
- Guest star: Jack Benny (Sheldon Weeks), Zsa Zsa Gábor (Gloria), Jack LaRue (Rocco), Mary Lawrence (Laura), Barbara Lawrence (Stormy), Charles Bronson (Henry), Nesdon Booth (tenente Wilkins), Mara McAfee (Gertrude), Patrick Wallace (Jenny)

## Try to Remember
- Diretto da:
- Scritto da:

### Trama
- Guest star: Angie Dickinson (Shaw), Ronald Reagan (detective Dan Murphy), Kim Hunter (Mary Murphy), Barry Kelley (Jack), Raymond Bailey (Richards), Dorothy Bernard (O'Kelley), Whit Bissell (Dolph), Adeline De Walt Reynolds (Mrs. Black)

## A Letter from the Queen
- Diretto da:
- Scritto da: D. J. Powers; Sinclair Lewis (soggetto)

### Trama
- Guest star: Paul Muni (senatore Ryder), Christopher Plummer (Walter Shelley), Polly Bergen (Susan Barry), Jocelyn Brando (infermiera)

## Steinmetz
- Diretto da:
- Scritto da:

### Trama
- Guest star: Franchot Tone (Charles Steinmetz)

## The Night Goes On
- Diretto da:
- Scritto da: Hagar Wilde

### Trama
- Guest star: Rosalind Russell (Cynthia), Anthony George (Roberto), George Macready (Henry), Carmen Mathews (Margaret), Charass Hughes (Conchita)

## Reflected Glory
- Diretto da:
- Scritto da: Arthur Arent

### Trama
- Guest star: Ethel Merman (Muriel Flood), Walter Matthau

## The Easter Gift
- Diretto da:
- Scritto da: D. J. Powers; Frances Ancker e Cynthia Hope (soggetto)

### Trama
- Guest star: Macdonald Carey (David Bothwell), Mary Fickett (Margaret Bothwell), Michael Allen (Jake), Edward Brian (Billy), Harriet MacGibbon (Mrs. King), Maxine Stuart (Alice), Robin Lawson (Carpenter)

## Judy Garland Musical Special
- Diretto da: Ralph Nelson
- Scritto da: Fred F. Finklehoffe

### Trama
- Guest star: Judy Garland (se stessa), Peter Gennaro (se stesso), Leonard Pennario (se stesso)

## That's the Man!
- Diretto da:
- Scritto da:

### Trama
- Guest star: Nancy Reagan (Evelyn Kent), Ray Milland (Russell Kent), Katherine Warren (Mrs. Bolton), Hayden Rorke (Bolton), Grandon Rhodes (Carruthers), Carolyn Craig (Betty), Jean Dixon (Secretary), Wilfred Knapp (Hubbard)

## The Lord's Dollar
- Diretto da:
- Scritto da: D. J. Powers

### Trama
- Guest star: Ronald Reagan (Harry Tate)

## H.M.S. Marlborough Will Enter Port
- Diretto da:
- Scritto da: Nicholas Monsarrat

### Trama
- Guest star: Joseph Cotten (capitano), Strother Martin (Daly), Jan Merlin (ensign Merritt), Dan Barton (navigatore Haines), William Boyett (tenente Mitchell), Arthur Hanson (Medical Officer Chapman), George Matthews (Chief Engineer Crawford), James McCallion (Steward)

## The Shunning
- Diretto da:
- Scritto da: James Costigan

### Trama
- Guest star: Lilia Skala, Joan Loring

## The Hat with the Roses
- Diretto da: Don Medford
- Scritto da: Theodore Apstein; Margaret Cousins (soggetto)

### Trama
- Guest star: Gisele MacKenzie (Hope Craddock), Betty Lou Keim (Judy Matthews), Betty Garde (Annie), Joseph Sullivan (Frank Tucker), Margaret Baker (Alice Sharrod), Carol Lynley (Schoolgirl)

## The Golden Key
- Diretto da:
- Scritto da: Shirley Peterson

### Trama
- Guest star: Joe E. Brown (Earl Hall), Van Dyke Parks (Horace), Kenny Delmar (MacLaine), Robert Emhardt

## O'Hoolihan and the Leprechaun
- Diretto da:
- Scritto da: George Lowther

### Trama
- Guest star: Roddy McDowall (Leprechaun), E.G. Marshall (O'Hoolihan), Anne Jackson

## Exits and Entrances
- Diretto da:
- Scritto da:

### Trama
- Guest star: Charlie Applewhite (Howard Burdick)

## Alien Angel
- Diretto da:
- Scritto da: Hal Hackady

### Trama
- Guest star: Patricia McCormack

## Emergency Call
- Diretto da: Jules Bricken
- Scritto da: Leslie Slote e John Kneubuhl; John Ehle (soggetto)

### Trama
- Guest star: Vera Miles (Mrs. Eaton), Harvey Stephens (dottor Williams), Virginia Christine (Head Nurse), Nancy Evans (infermiera), Herb Vigran (New Editor), Dorothy Adams (Operator #1), Lela Bliss (Operator #2), Clark Howat (Orderly), Dana Dillaway (Little Girl)

## A Man with a Vengeance
- Diretto da:
- Scritto da:

### Trama
- Guest star: Walter Matthau, Dennis King